# 178 a. C.
El año 178 a. C. fue un año del calendario romano prejuliano. En el Imperio romano, fue conocido como el año 576 Ab Urbe condita.

## Acontecimientos
- El pretor Lucio Postumio Albino celebra su triunfo tras la conquista de los vacceos y lusitanos durante su mandato en la provincia de Hispania Ulterior.
- Este año y hasta 176 a. C., ejerce la pretura en Hispania Citerior Marco Titinio Curvo.[1]